# 2002 FIFA World Cup (trò chơi điện tử)
2002 FIFA World Cup là trò chơi điện tử World Cup chính thức được xuất bản bởi EA Sports. Một sự pha trộn giữa các game engine của FIFA 2002 và FIFA 2003, trò chơi vẫn còn kết hợp các thanh năng lượng cho các pha sút bóng và bắt chéo, nhưng với một đường cong học tập dốc đứng và tuỳ biến các cơ hội bị trừ điểm bởi trọng tài trận đấu. Một số bộ dụng cụ được cấp phép, cùng với cầu thủ giống như tạc và sân vận động của World Cup 2002.
Với một giao diện đẹp mắt, tất cả các công cụ trong Fifa World Cup 2002 đều được tối ưu hoá nhằm tạo sự thuận tiện và dễ dàng cho người chơi. Rất nhiều các ứng dụng và các tương tác mới được đưa vào trò chơi, chức năng camera sẽ cho phép người chơi quan sát các trận đấu dưới rất nhiều góc độ khác nhau. Rất nhiều tuỳ biến để người chơi lựa chọn từ màu áo, thời tiết, các sân vận động hay nếu thích họ có thể có tự tạo một cầu thủ mang tên mình và so tài với nhưng ngôi sao bóng đá, hiệu ứng thế giới thực trong game sẽ khiến cho người chơi cảm thấy như mình dang tham gia một trận đấu thực thụ. Không giống như các phiên bản trước đó trong loạt FIFA, trò chơi còn có bộ soundtrack nguyên gốc được thực hiện bởi Dàn nhạc Giao hưởng Vancouver. Game được phát hành cho Windows, PlayStation, PlayStation 2, GameCube và Xbox.

## Đội tuyển
Game có sự xuất hiện của 32 đội đủ điều kiện cho World Cup 2002 và 9 đội không đủ điều kiện.
Đội đủ điều kiện:
| - Argentina - Bỉ - Brasil - Cameroon - Trung Quốc - Costa Rica - Croatia - Đan Mạch - Ecuador - Anh - Pháp |  | - Đức - Ý - Nhật Bản - Hàn Quốc - México - Nigeria - Paraguay - Ba Lan - Bồ Đào Nha - Cộng hòa Ireland - Nga |  | - Ả Rập Xê Út - Sénégal - Slovenia - Nam Phi - Tây Ban Nha - Thụy Điển - Tunisia - Thổ Nhĩ Kỳ - Hoa Kỳ - Uruguay |

Đội không đủ điều kiện:
- Úc
- Áo
- Cộng hòa Séc
- Phần Lan
- Hy Lạp
- Israel
- Na Uy
- Scotland
- Thụy Sĩ

## Đón nhận
2002 FIFA World Cup đã nhận được lời đánh giá khá tích cực. GameSpot chấm cho phiên bản GameCube 7.4 điểm, trong khi IGN chấm số điểm 8.2/10. GameRankings thì chấm cho 80%. Ngay khi phát hành, tạp chí Famitsu đã chấm số điểm cho các phiên bản PlayStation 2, GameCube và Xbox của game là 30/40 từng cái.

## Kiện tụng
Bayern Munich và thủ môn quốc tế người Đức Oliver Kahn đã kiện thành công Electronic Arts vì tự tiện đưa họ vào trong game mà không có sự đồng ý trước mặc dù EA đạt một thỏa thuận với FIFPro, cơ quan đại diện cho tất cả các game thủ FIFA. Kết quả là, EA đã bị cấm bán các bản sao của game tại Đức và buộc phải bồi thường tài chính cho Kahn.